# Revolución de la información
El término revolución de  la información  describe las actuales tendencias económicas,  sociales y tecnológicas tras la Revolución Industrial. La revolución de la información surgió por avances en la tecnología de semiconductores, particularmente el transistor de efecto de campo de semiconductor de óxido metálico (MOSFET) y chip de circuito integrado (IC), dirigiendo a la Edad de la Información  a comienzos del  siglo XXI.
Se han propuestos muchos términos alternativos que se enfocan en diferentes aspectos de este desarrollo social.
El cristalógrafo polimata británico J. D. Bernal introdujo el término "revolución científica y técnica" en su libro de 1939 La Función Social de la Ciencia para describir la función nueva que la ciencia y la tecnología están comenzando a jugar dentro la sociedad. Afirma que la ciencia está deviniendo una "fuerza productiva", utilizando la Teoría marxista de las Fuerzas Productivas. Después de alguna controversia, el término fue aceptado por autores e instituciones del bloque entonces soviético. Su objetivo era mostrar que el socialismo era una casa segura  para la revolución científica y técnica ("tecnológica" para algunos autores), referido por el acrónimo STR. El libro Civilización en la encrucijada, editado por el filósofo checo Radovan Richta (1969), se convirtió en una referencia estándar para este tema.
Daniel Bell (1980) desafió esta teoría y defendió un sociedad posindustrial, la cual se dirigiría a una economía de servicios más que al socialismo. Muchos otros autores presentaron sus visiones, incluyendo Zbigniew Brzezinski (1976) con su "Sociedad Tecnotrónica".